# Rhopalomyia iliica
Rhopalomyia iliica är en tvåvingeart som beskrevs av Fedotova 1999. Rhopalomyia iliica ingår i släktet Rhopalomyia och familjen gallmyggor. Inga underarter finns listade i Catalogue of Life.